# Kohlwald (Fichtelgebirge)
Der Kohlwald ist ein bis 655,8 m n.m. hoher und dicht bewaldeter Höhenzug zwischen Röslausenke und Wondreb-Graben im Fichtelgebirge und die südöstliche Begrenzung dieses Mittelgebirges. Er liegt im Grenzgebiet von Bayern (Deutschland) und Karlovarský kraj (Karlsbader Region; Tschechien).
Naturräumlich gehört der Kohlwald nach dem Handbuch der naturräumlichen Gliederung Deutschlands zur Haupteinheit Hohes Fichtelgebirge (394), nach einer Verfeinerung dieser Gliederung durch das Bayerische Landesamt für Umwelt bildet er den Hauptteil der Einheit Lausnitzer Randberge (394-D). Nach der Geomorphologische Einteilung Tschechiens gehören die tschechischen Anteile zur dortigen Untereinheit Chebská pahorkatina (I3A-1C) (deutsch: Egerer Hügelland) der Haupteinheit Smrčiny (I3A-1) (deutsch: Fichtelgebirge).

## Geographie

### Lage
Der Kohlwald liegt jeweils zu etwa einem Drittel im Landkreis Wunsiedel im Fichtelgebirge (Oberfranken) und im Landkreis Tirschenreuth (Oberpfalz), beide in Bayern, sowie im tschechischen Okres Cheb (Bezirk Eger; Karlsbader Region). Er befindet sich etwa zwischen dem bayerischen Seußen (Deutschland) im Westsüdwesten und dem in der Karlsbader Region liegenden Cheb (Eger) im Ostnordosten. Westliche und nördliche Teile des Höhenzugs – unter anderem mit dem Sieben-Linden-Berg – liegen im Naturpark Fichtelgebirge.

### Berge
Der höchste Berg des Kohlwaldes im deutlich größeren deutschen Teil des Höhenzugs ist der bei Arzberg liegende Sieben-Linden-Berg (643,1 m ü. NHN). Der höchste Berg im gesamten Höhenzug ist der Výhledy (Oberkunreuth- oder Schwarzberg; 655,8 m n.m.), dessen Gipfel im Gemeindegebiet von Pomezí nad Ohří (Mühlbach) knapp 200 m nordöstlich der Grenze zu Deutschland im tschechischen Teil des Höhenzugs liegt.
Der Hauptkamm des Höhenzugs beginnt im Westen mit dem Kohlberg (633 m), anschließend folgen in Richtung Osten der Sieben-Linden-Berg (643,1 m) und der Moosrangen (599 m), sowie die in Tschechien liegenden Berge Výhledy (Oberkunreuth- oder Schwarzberg; 655,8 m) und Zelená hora (Grünberg; 641,3 m). Südöstlich davon bilden Krátery (Krater; 587 m), Šlingova Mýť (Schlindelhau; 549 m), U Rozcestí (Zwiesel; 541,5 m), Rovinka (Rödelhöhe, 523 m) und U Lomu (Steinbruch; 515 m) die Abdachung zum Egerbecken. Nördlich des Hauptkammes liegen Sommerrangen (544 m) und Ameisenbühl (525 m), südlich davon, bereits im Stiftland, die Anhöhen Gossenbühl (616 m), Dietzenberg (626 m), Glasberg (628 m), Kappelberg (602 m) und Platte (577 m) – Letztere nahe der geologischen Grenze (Wondreb-Graben bei Waldsassen) zum Oberpfälzer Wald.

## Topografie
Eine grobe topografische Einteilung hinsichtlich des größtenteils aus Fichtenforsten bestehenden Bewuchses kann als Abteilung Arzberger Forst im Landkreis Wunsiedel im Fichtelgebirge, als die Abteilungen Bučina (Buchwald), V Roklích (Sosswald), Na Chlumu (Kulmwald), Slapanský les (Erlholz) und Svatokřížský les (Heiligenkreuzwald) im Karlovarský kraj sowie als Abteilung Münchenreuther Wald im Landkreis Tirschenreuth erfolgen.
Der Südosten des Fichtelgebirges reichte schon in früheren Zeiten bis zum St.-Anna-Berg im heutigen Tschechien. Dabei wurde der Kohlwald in seiner West-Ost-Ausdehnung vom Kohlberg bis zum St.-Anna-Berg und in seiner Nord-Süd-Dimension vom Röslau-Tal bis zum Wondreb-Graben beschrieben.
Die meisten Beschreibungen beschränken sich auf den bayerischen oder (ober-)pfälzischen Anteil. Der böhmische Teil wurde nur sehr selten beschrieben. Die Lage als eigener Höhenzug des Fichtelgebirges, vergleichbar mit dem weiter südwestlich befindlichen Steinwald, ist in der neueren Literatur kaum mehr belegt. Dadurch ist der Begriff Kohlwald auf einen Raum geschrumpft, der fälschlich den heutigen Arzberger Forst mit dem Kohlwald gleichsetzt.

## Gewässer

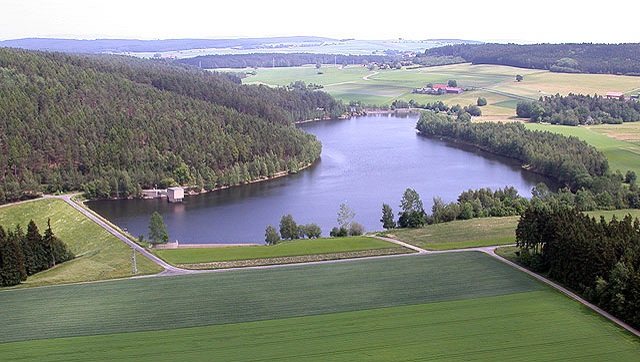
Feisnitz-Stausee am Kohlberg

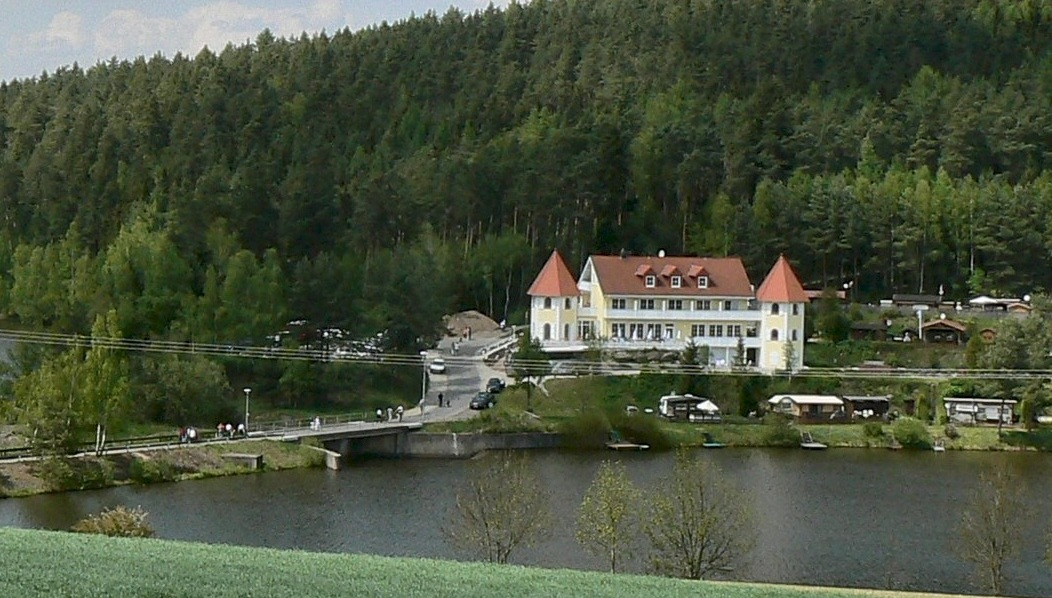
Neuer Klausenteich (Vorsperre des Feisnitz-Stausees) mit Seeklause

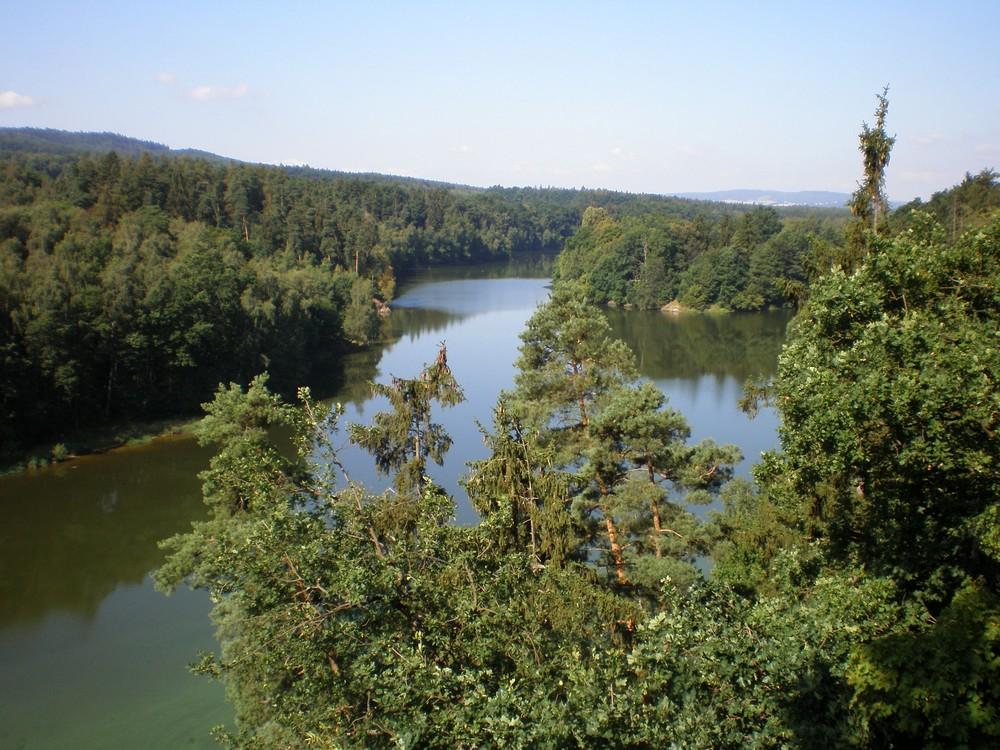
Talsperre Skalka in Tschechien

Die am Výhledy entspringende Feisnitz ist der größte Wasserlauf im Kohlwald. Daneben gibt es zahlreiche Quellen und Bachläufe. Die Feisnitz fließt in westliche Richtung, mündet nach Durchfließen des am Kohlberg liegenden und 15,54 ha großen Feisnitz-Stausees bei Seußen in die Röslau und bildet die geographische Grenze zu Reichsforst und Stiftland. Die südlich von Preisdorf entspringende und in südöstliche Richtung fließende Lausnitz und der südlich der Feisnitz-Quelle entspringende und auch in südöstliche Richtung fließende Glasmühlbach münden bei Pleußen bzw. Kondrau in die Wondreb und bilden die weitere geographische Grenze zum Reichsforst-Gebiet.
Weitere Gewässer sind der Mühl-, Hunds-, Linden-, Grenz- und Buchbach, sowie der Scheitelteich und die Talsperren Skalka und Jesenice in Tschechien.

## Ortschaften
Deutschland:
| - Arzberg - Elisenfels - Heiligenfurt - Hundsbach - Groppenheim - Grün | - Münchenreuth - Pechtnersreuth - Schirnding - Seedorf - Seußen - Waldsassen |

Tschechien:
| - Cheb (Eger) - Horní Hraničná (Oberkunreuth) - Pelhřimov (Pilmersreuth) - Podhoří (Kreuzenstein) | - Podhrad (Pograth) - Pomezí nad Ohří (Mühlbach) - Slapany (Schloppenhof) - Svatý Kříž (Heiligenkreuz) |

## Geologie
Geologisch besteht der Gebirgsstock im Wesentlichen aus Schiefern aus dem Ordovizium. Lediglich im äußersten Süden findet man auch Epi-Gneis und vereinzelt dazwischen Basalt sowie Sand und Kies. Die Geschichte seiner Orogenese beginnt im Präkambrium vor etwa 750 bis 800 Millionen Jahren – fast 20 % der Erdgeschichte deckt das Gebirge ab, was nur auf wenige der heute noch bestehenden Rumpfgebirge zutrifft.

## Geschichte
Bezeugt im Jahre 1061 verlief eine Straße, von Nürnberg kommend, über Kemnath und Oberkunreuth nach Eger und eine Hohe Straße, von Regensburg kommend, über Waldsassen und Schirnding ins Vogtland durch den Kohlwald. Sie kreuzten sich nahe der kleinen Siedlung Forchheim bei Pechtnersreuth, die bereits im Jahre 1340 als verödet bezeichnet wurde. In dieser Zeit nach der Jahrtausendwende dürften auch die Anfänge der späteren Eisenerz-Gewinnung in dieser Gegend gelegen haben. Der Name Kohlwald stammt wahrscheinlich von den ehemaligen Kohlenmeilern für die Eisenverhüttung in Arzberg. Seine Geschichte ist gekennzeichnet durch häufige politische und sprachliche Teilung. Nach dem Ende des Heiligen Römischen Reiches gehörte der westliche Teil des Kohlwalds zum Königreich Bayern (dort auch als „Siebenlindengebirge“ bezeichnet), der östliche Teil zum Königreich Böhmen, später zur österreichisch-ungarischen Monarchie und heute gehört er als geomorphologischer Bezirk Výhledská vrchovina (deutsch etwa: Oberkunreuther Bergland) zur Tschechischen Republik. Der bis ins 19. Jahrhundert verwendete Name Weißensteiner Kette für die Südostflanke des Fichtelgebirges geriet in Vergessenheit und wird nicht mehr verwendet.

## Bauwerke

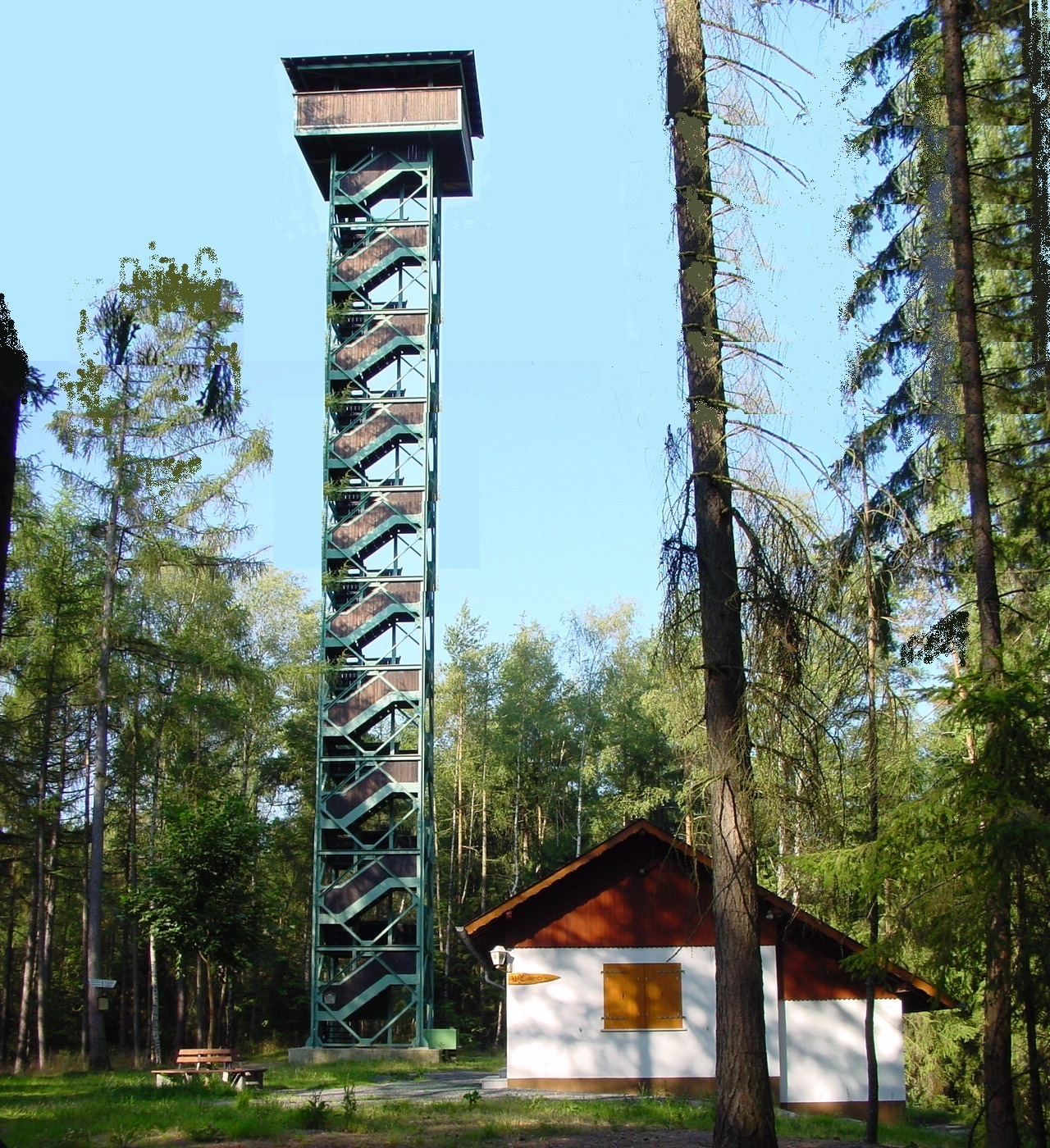
Waldenfelswarte auf dem Kohlberg

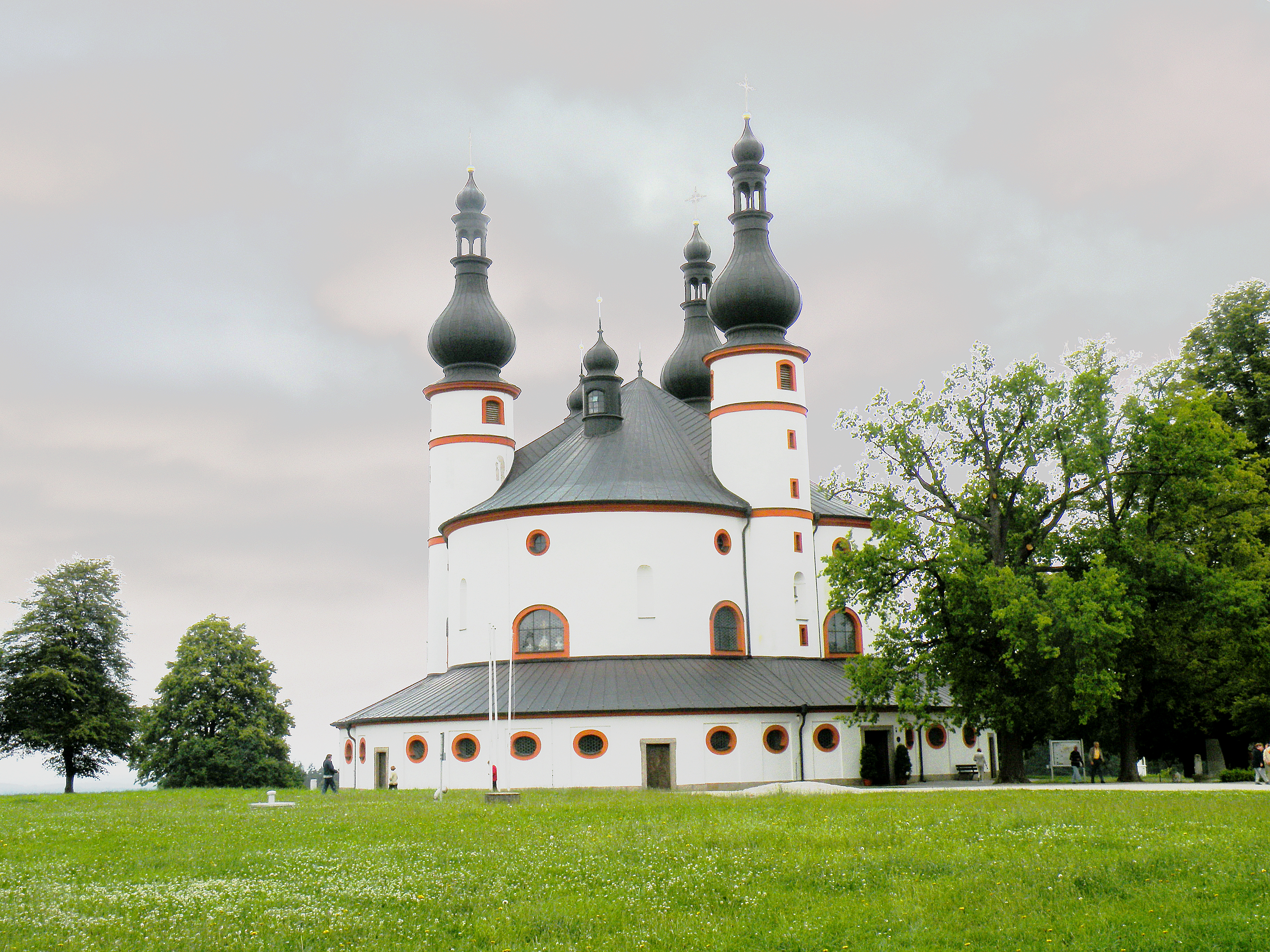
Dreifaltigkeitskirche Kappl

Auf dem Gipfel des Kohlbergs stehen die Waldenfelswarte und eine Schutzhütte des Fichtelgebirgsvereins (nicht bewirtschaftet). Am Westhang des Výhledy befindet sich das Brunnenhaus des Buchbrunnens. Auf dem Gipfel der Zelená hora stehen ein Fernmelde- und ein Aussichtsturm (Bismarckturm). Zwischen Dietzenberg und Glasberg, nahe der Ortschaft Münchenreuth, steht die Dreifaltigkeitskirche Kappl. Das Pfarrdorf Münchenreuth hat von den nach Waldsassen eingemeindeten Ortschaften als einzige eine eigene Pfarrkirche. Es ist zugleich die nördlichste Pfarrei der Oberpfalz.
An der Straße von Cheb nach Waldsassen steht das Památník obětem železné opony (Mahnmal für die Opfer am Eisernen Vorhang). Etwa 1,3 km südwestlich von Horní Hraničná (Oberkunreuth) und 1,8 km westlich von Pechtnersreuth (Ortsteil von Waldsassen) steht südlich des Výhledy (Oberkunreuthberg oder Schwarzberg) in Tschechien unmittelbar neben der Grenze zu Deutschland beim Grenzstein 6/13 ein kleines Steinkreuz aus Granit. Sein Aufstellungsgrund ist unbekannt, jedoch wurden früher solche Kreuze vielerorts dort aufgestellt, wo vorbeikommende Menschen angehalten waren, ein Gebet zu sprechen.
Im Landschaftsschutzgebiet Blausäulenlinie innerhalb des Arzberger Forsts stehen drei Windkraftanlagen des Typs Nordex N117/2400 mit einer Gesamthöhe von je 199 m bei einem Rotordurchmesser von 117 m, ein Rotorblatt ist 57 m lang und wiegt 10,4 Tonnen. Die Leistung pro Anlage liegt bei 2,4 MW, das jährliche Regelarbeitsvermögen bei 6,5 Millionen kWh.

## Verkehr
Durch den Kohlwald verläuft die Staatsstraße St 2178 und verbindet Schirnding mit Waldsassen. Die Staatsstraße 2176, die Arzberg mit Konnersreuth und weiter über die Staatsstraße St 2175 mit Waldsassen verbindet, verläuft nach Überwindung des Passes zwischen Kohlberg und Siebenlindenberg am West- und Südrand des Kohlwaldes entlang. Der Abschnitt von Arzberg nach Heiligenfurt war früher als sogenannte Hohe Straße Teil einer Handelsstraße von Regensburg nach Magdeburg. Die extrem steile Abfahrt nach Arzberg wurde erst ab dem Jahre 1860 durch eine Vollkehre (Haarnadelkurve) und mehrere Halbkehren serpentinenartig entschärft. Vom Scheitel des Passes in Richtung Osten bis Seedorf verbindet die Kreisstraße WUN 13 die beiden Staatsstraßen St 2176 und 2178 und südlich des Passes bei Heiligenfurt in Richtung Westen die Kreisstraße TIR 19 als Verlängerung der Kreisstraße WUN 14 die Staatsstraße St 2176 mit der Kreisstraße WUN 18 bei Seußen. Während am Westrand diese Kreisstraße WUN 18 von Marktredwitz kommend Seußen über Arzberg mit Schirnding verbindet, schließen am Nordrand in Tschechien die II.-Klasse-Straße 606 von Schirnding nach Cheb und am Ostrand die II.-Klasse-Straße 214 von Cheb nach Waldsassen den Kreis. Parallel zur Kreisstraße WUN 18 verläuft die Bundesstraße 303, welche gleichzeitig Teil der Europastraße 48 ist, und die Bahnstrecke Nürnberg–Cheb.

## Karten
- Fritsch Wanderkarte Naturpark Fichtelgebirge und Naturpark Steinwald, M = 1:50.000, ISBN 9783861160526